# Log, Kranjska Gora
Log este o localitate din comuna Kranjska Gora, Slovenia, cu o populație de 80 de locuitori.